# Iahnivka, Nijîn
Iahnivka (în ucraineană Яхнівка) este o comună în raionul Nijîn, regiunea Cernihiv, Ucraina, formată numai din satul de reședință.

## Demografie
Componența lingvistică a comunei Iahnivka
     Ucraineană (98,62%)
     Rusă (1,28%)
Conform recensământului din 2001, majoritatea populației comunei Iahnivka era vorbitoare de ucraineană (98,62%), existând în minoritate și vorbitori de rusă (1,28%).